# جیم مک‌کی
جیمز کنث مک‌مانوس (به انگلیسی: James Kenneth McManus) (زادهٔ ۲۴ سپتامبر ۱۹۲۱ در فیلادلفیا، پنسیلوانیا، درگذشتهٔ ۷ ژوئن ۲۰۰۸ در مانکتون، مریلند)، که بیشتر با نام حرفه‌ای خود جیم مک‌کی (به انگلیسی: Jim McKay) شناخته می‌شد، خبرنگار ورزشی تلویزیونی اهل ایالات متحده آمریکا بود.
مک‌کی بیشتر بخاطر میزبانی برنامهٔ دنیای وسیع ورزش‌ها (۱۹۶۱–۱۹۹۸) در شبکهٔ ای‌بی‌سی شناخته شده‌است. معرفی این برنامه توسط او، که در آن در مورد مأموریت اصلی برنامه («گردش به دور جهان برای آوردن تنوع پایداری از ورزش‌ها برای شما») و آنچه پیش رو خواهد بود («هیجان پیروزی و رنج شکست») به بینندگان یادآوری می‌شد، در فرهنگ عامهٔ آمریکا نفوذ کرده‌بود. او همچنین برای پوشش تلویزیونی ۱۲ دوره از بازی‌های المپیک شناخته‌شده، و بخاطر گزارش به‌یادماندنی‌اش از واقعه المپیک مونیخ در بازی‌های المپیک تابستانی ۱۹۷۲ در سراسر جهان مورد احترام قرار گرفته‌است.
مک‌کی تنوع وسیعی از رویدادهای ویژه ورزشی را پوشش داده‌است. از جملهٔ این رویدادها می‌توان به مسابقات اسب‌دوانی همچون کنتاکی دربی، مسابقات گلف مانند اوپن بریتانیا، و مسابقات اتومبیل‌رانی ایندیاناپلیس ۵۰۰ اشاره کرد. پسر مک‌کی، شان مک‌مانوس، که شاگرد رون آرلج بود، اکنون رئیس شبکهٔ سی‌بی‌اس اسپورت است.
وی همچنین برندهٔ جوایزی همچون کمک‌هزینه گوگنهایم و جایزه پیبادی شده‌است.